# Martín Gómez (futbolista panameño)
Martín Gómez  (nació el 23 de enero de 1990 en la Panamá, Panamá) es un ex-defensa de fútbol que jugó en la Liga Panameña de Fútbol.

## Selección nacional
Su debut con la Selección de fútbol de Panamá ocurrió en el 2009 contra Trinidad y Tobago por un Amistoso.  

### Goles internacionales
| Núm. | Fecha                 | Lugar                            | Rival       | Gol | Resultado | Competición |
| ---- | --------------------- | -------------------------------- | ----------- | --- | --------- | ----------- |
| 1    | 18 de febrero de 2016 | Estadio Maracaná, Panamá, Panamá | El Salvador | 1-0 | 1-0       | Amistoso    |

### Participaciones en Torneos con Panamá
| Torneo                       | País           | Resultado      |
| ---------------------------- | -------------- | -------------- |
| Preolímpico de Concacaf 2012 | Estados Unidos | Fase de grupos |
| Copa América Centenario 2016 | Estados Unidos | Fase de grupos |

## Clubes
| Club              | País   | Año       |
| ----------------- | ------ | --------- |
| Atlético Chiriquí | Panamá | 2010-2011 |
| San Francisco FC  | Panamá | 2011-2023 |

## Palmarés

### Torneos nacionales
| Título          | Club          | País   | Año  |
| --------------- | ------------- | ------ | ---- |
| Torneo Clausura | San Francisco | Panamá | 2011 |
| Torneo Apertura | San Francisco | Panamá | 2014 |

### Copas nacionales
| Título      | Club          | País   | Año  |
| ----------- | ------------- | ------ | ---- |
| Copa Panamá | San Francisco | Panamá | 2015 |

- Datos: Q6777791